# Крістін Дей
Крістін Дей  (англ. Christine Day; нар. 23 серпня 1986) — ямайська легкоатлетка, спринтерка, олімпійська медалістка, чемпіонка світу. 

## Виступи на Олімпіадах
| Олімпіада   | Дисципліна              | Місце     |
| ----------- | ----------------------- | --------- |
| Лондон 2012 | біг на 400 метрів       | 4 2з 2к/3 |
| Лондон 2012 | естафета 4 x 400 метрів | 3         |
| Ріо 2016    | естафета 4 x 400 метрів | 2         |

## Зовнішні посилання
- Досьє на sport.references.com [Архівовано 18 грудня 2012 у Wayback Machine.]